# Cratere Metiscus
Metiscus è un cratere sulla superficie di Dione. Trae nome dall'auriga di Turno nell'Eneide.